# Calymmodon pseudordinatus
Calymmodon pseudordinatus är en stensöteväxtart som beskrevs av Barbara S. Parris. Calymmodon pseudordinatus ingår i släktet Calymmodon och familjen Polypodiaceae. Inga underarter finns listade.